# Il cacciatore di uomini
Il cacciatore di uomini (El Caníbal, conosciuto anche col titolo Jungfrau unter Kannibalen) è un film del 1980, diretto da Jesús Franco con lo pseudonimo Clifford Brown.
Produzione trash, si tratta di uno dei Cannibal movie girati dal regista in quel periodo.
Nel 2025 è stato edito per la prima volta in Italia in DVD.